# Nacionalismus

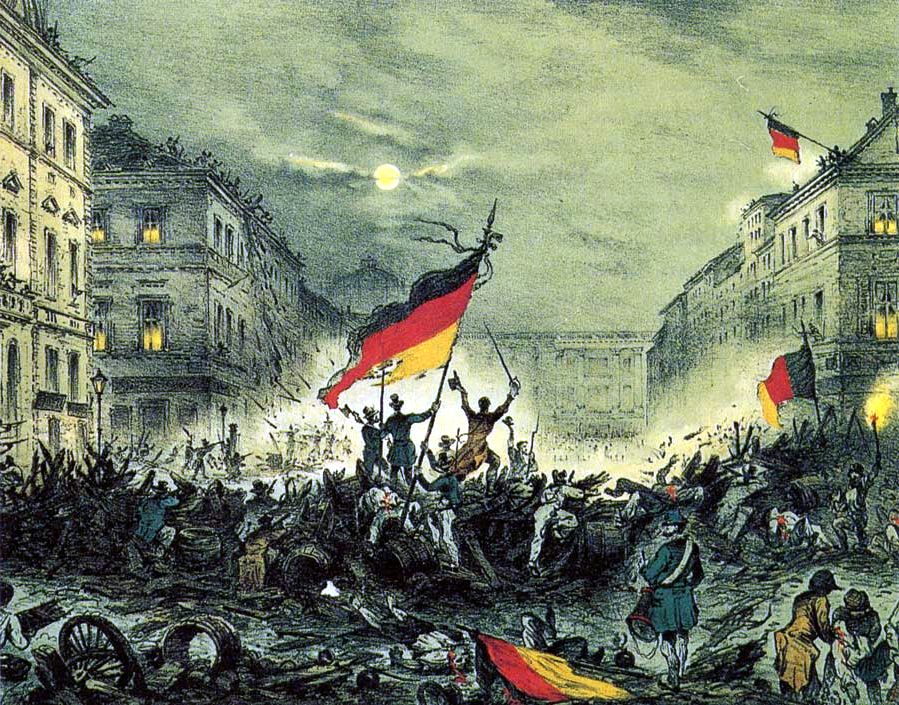
Revoluce roku 1848 si kladla za cíl sjednocení Německa

Nacionalismus, národovectví (z lat. natio, národ), jsou myšlenkové tendence, ideologie a politika zdůrazňující význam národa, tedy sounáležitost skupiny lidí, kteří obvykle (dle různé definice národa) sdílejí společný původ, historii, jazyk, kulturu a území. Z nacionalismu vychází myšlenka národních států, na které je do značné míry založeno dnešní uspořádání států světa. Z tohoto pojetí také vychází názvosloví používající pojmy národní a mezinárodní. Pod vlivem nacistického (národně socialistického) vypjatého nacionalismu se tento výraz začal používat také v negativním smyslu pro ideologii šovinismu, přesvědčení o výjimečnosti vlastního národa. Tento význam většinou nemívá odpovídající český výraz národovectví. Příbuzným pojmem je patriotismus, česky vlastenectví, který zdůrazňuje vlast (otčinu, něm. Vaterland, lat. patria), tedy rodiště či (u exulantů) zemi rodičů.
Nacionalismus jako intelektuální postoj je doložitelný již ve středověkých pramenech (Kosmova kronika, Kronika tak řečeného Dalimila) a v díle i působnosti středověkých myslitelů (Jeroným Pražský, Johlín z Vodňan). O středověkém nacionalismu (namísto dynastického či zemského vlastenectví) zpravidla hovoříme tehdy, když se v pramenech vedle definice národa vlastí (patria), případně vírou (feides), vyskytuje definice jazykem a etnickým původem (lingua a sanquis u Jeronýma). Ve středověku je nacionalismus často spojen s vymezením proti ostatním zemským národům (v Českých zemích zejména proti Němcům, v menší míře proti Polákům), které se často od původního obyvatelstva liší pouze etnicky (nikoli jazykem atd.).
Raně novověký nacionalismus se středověkým sdílí především svou exkluzivitu, tedy omezenost na relativně úzkou vrstvu inteligence. Vědecký názor, podle kterého se moderní nacionalismus od nacionalismu předmoderního odlišuje především zapojením mas (střední a nižší vrstvy) do politiky a angažovaností všech vrstev v národnostních a jazykových otázkách, se nazývá kvantitativní evolucionismus.
Moderní nacionalismus má původ zejména v romantismu (zájem o národní historii) a velké francouzské revoluci, která sjednocený národ chápala jako protiklad Ancien régime. Nacionalismus se tak nejvýrazněji rozvíjel v 19. století v Evropě, kdy v oblasti kultury se projevoval národními obrozeními, v oblasti politiky nejvýrazněji
sjednocením Itálie a Německa, novými národními státy vzniklými sjednocením menších států.
Nacionalismus hrál ještě větší roli ve 20. století. Byl jedním z principů uspořádání Evropy po první světové válce, které dalo vzniknout Československému státu. Vypjaté podoby nacionalismus dostal v řadě států ve třicátých letech, zejména v německém nacismu, který ve jménu nacionálních zájmů rozpoutal druhou světovou válku. Nacionalismus měl vliv i po druhé světové válce, výrazně ovlivnil uspořádání světa v postkoloniálních oblastech, později například působil při rozpadu Sovětského svazu, Jugoslávie nebo Československa. V různé míře ovlivňuje politiku států a změny na politické mapě světa i v současnosti.

## Pravolevá orientace

Svoboda vede lid na barikády (Eugène Delacroix, 1830)

V porevoluční Francii byl nacionalismus spojen s levicí a republikány. Po éře boulangerismu a Dreyfusově aféře se však nacionalismus stal hodnotou vyznávanou i pravicí. Ti to pojali jako ochranu tradičních hodnot spojených s historickým dědictvím národa. Někteří dokonce podporovali etnický nacionalismus stavějící na idejích sociálního darwinismu o přežití nejsilnějších, které aplikovali na národ či rasu. Pravicový nacionalismus má romantický charakter.

## Podrobnější charakteristika
Nacionalismus je kolektivní ideologie, týká se tedy v první řadě celých společenských skupin.
V nacionalistickém pojetí jsou národy definovány na základě různých kritérií, podle nichž se rozlišují společenské skupiny, které rysy národa vykazují a které nikoliv, a jak se jednotlivé národy od sebe liší. Tato kritéria byla často značně oportunistická a mohla být zneužívána pro politické účely, jež s kategorií národa neměly nic společného. Mezi nejčastější charakteristiky národa patří společný jazyk, kultura, dějiny a v neposlední řadě území, které jeho členové trvale obývají, a někdy také náboženství (Severní Irsko, bývalá Jugoslávie). Tato charakteristika vznikla v Evropě v 19. století, a proto působí značné obtíže, pokud se ji snažíme aplikovat v jiných částech světa.
Nacionalisté – jako všichni ostatní – pohlíží na vývoj a rozvoj svého státu, ale také na své životní hodnoty, úkoly a cíle prizmatem své ideologie. V krajních polohách upřednostňují zájmy svého národa před celkovým rozvojem širšího společenství států. Typický byl tento stav v 19. století v době kolonialismu, ačkoli tento přístup není ani zdaleka vázán jen na nacionalismus, na rozdíl od protekcionismu a merkantilismu.
Nacionalismu se však obecně přiznává i veskrze kladné působení, jako je soutěživost mezi národy, vedoucí zpravidla k rychlému zvýšení civilizační a kulturní úrovně, schopnost jedince nezištně napnout své síly na zušlechťování různých stránek svého společenství a činný vztah k širší komunitě vůbec. Nacionalismus je také úzce spjat se vznikem národních států, mimo něž by klasická občanská společnost evropského typu a s ní související starodemokracie v podstatě nebyly možný. V prostředí Evropy, například v bývalém rakouském mocnářství, proto národní hnutí zpravidla šla ruku v ruce s hnutími za politickou a sociální emancipaci a za demokratické uspořádání společnosti (revoluce 1848, ústava, parlamentarismus, reformy školství, spolkový život po r. 1860, dělnické hnutí a podobně).
Nacionalismus měl výrazný vliv na evropské a světové dějiny od 19. století. Dříve je velmi obtížné o nacionalismu hovořit (řada odborníků dokonce odmítá použít tento termín pro období před francouzskou revolucí, neboť i slovo národ mohl mít často značné odlišný obsah od dnešního). Kritici tohoto názoru namítají, že nacionalismus je daleko staršího data, což například v českých podmínkách dokládá Dalimilova kronika nebo některé texty husitské epochy, nejhojnější jsou ovšem doklady českého jazykového nacionalismu z období baroka (obzvláště pozoruhodný je jazykový zákon z r. 1615 nebo Okřik Pavla Stránského ze Zap z r. 1618, dokonce i v „temném“ 18. století např. anonymní Země dobrá, to jest země česká).
Moderní nacionalismus se šířil v souvislosti s formováním národního uvědomění a snahami o národní nezávislost u nesamostatných etnik (Češi, Poláci, Italové, Němci, Baskové a jiné evropské národy, mimo Evropu např. Indové a Brazilci). U již existujících národů, obývajících autonomní území (Francouzi, Britové, Japonci, Američané – USA) posiloval vnitřní politické a ekonomické úsilí uvnitř jednotlivých států v zájmu hospodářsky předstihnout ostatní soupeřící státy (koloniální expanze, rozvoj průmyslu, vědy a dopravy).
Specifický je židovský nacionalismus, jenž se ve své politické rovině projevuje tzv. sionismem.
Později byly některé aspekty nacionalismu využity k formování a obhajobě řady totalitních či diktátorských ideologií a doktrín (nacismus, perónismus, frankismus).
Nacionalismus dal vzniknout řadě novodobých národních mýtů, které měly či mají podpořit národní soudržnost či národní uvědomění uvnitř skupiny. Mýty či výklad vlastních dějin ovšem hrály důležitou roli při formování vědomí pospolitosti u všech lidských společenství od nejstarších dob, tedy dávno před vznikem moderního nacionalismu, a svou dvojznačnou funkci plní i nadále.

## Nacionalismus dle Masaryka
Tomáš Garrigue Masaryk charakterizoval pozitivní úlohu nacionalismu ve svém spise Světová revoluce následujícím způsobem: „Nenamítám pranic proti nacionalismu, jestliže se tímto názvem označuje láska k národu; láska k národu, národnostní idea, jak se obyčejně říká, je velmi cenná a šlechetná síla politická, organizující jednotlivce v obětivý celek. A tyto organizované národní celky se spojují v člověčenstvo. O lásku k národu nemůže být sporu; spor může být jen o kvalitu té lásky a o to, čeho pro národ dosahujeme, jaký je program a taktika lásky k národu. Jsem odedávna pro Nerudovu lásku k národu uvědomělou, nestačí mně dušování o lásce k národu, ta se dnes rozumí sama sebou, ale nerozumí se samo sebou, že je správný a oprávněný každý program, jejž jednotlivci, frakce a strany prohlašují za národní.“

## Nacionalismus dle Ernesta Gellnera
Ernest Gellner odmítá všeobecně rozšířené pojetí, že nacionalismus je projevem probouzení se spících národů. Národnost není součástí lidské přirozenosti, národnost byla zkonstruována až jako požadavek nacionalismu.
Základní myšlenka Gellnerova pojetí nacionalismu bývá vyjadřována heslem: Nacionalismus vytváří národ, a ne naopak.
Vznik nacionalismu Gellner spojuje s průmyslovou epochou. Podle Gellnera je moderní svět průmyslu nejen prostředím, kde se nacionalismus mohl objevit a prosadit, tedy předpokladem jeho vzniku, ale také naopak nacionalismus je nutným projevem a požadavkem moderní doby.
Klíčovými rysy průmyslové éry a nacionalismu jsou dle Gellnera stejnorodost, gramotnost a anonymita.
Nacionalismus je speciálním typem patriotismu uskutečňovaným v kulturně homogenních jednotkách. Tyto jednotky musí být dostatečně velké, aby mohly mít naději na udržování vzdělávací soustavy.
Další podmínkou vzniku nacionalismu je totiž vysoká vzdělaná kultura (tj. kultura opírající se o písmo), která ke své existenci potřebuje právě vzdělávací soustavu.
Třetí podmínkou nacionalismu je anonymita obyvatelstva. Pro jednotlivce už není stěžejní členství v podskupině (komunita, církev, široká rodina, obec, cech), ale je přímo jednotkou „národa“.

## Proudy nacionalismu

### Liberální nacionalismus
V liberálním nacionalismu, který patří k nejstarším proudům nacionalismu, lze spatřovat klasickou formu evropského liberalismu. Jeho vznik se datuje do konce 18. století, kdy probíhala Velká francouzská revoluce. Tento směr se rychle šířil na evropském kontinentu, ideje nejzřetelněji formuloval Giuseppe Mazzini, o kterém se často hovoří jako o „proroku“ sjednocení Itálie. Další významnou osobností liberálního nacionalismu byl Simón Bolívar, Sunjatsen, Woodrow Wilson nebo první indický premiér Džavárharlál Néhrú.
Liberální nacionalismus vychází z předpokladu, že se společnost přirozeně dělí na národy a každý národ má svoji identitu. Hlavním tématem je věrnost zásadě sebeurčení národa, což vede k vytvoření národního státu.

### Konzervativní nacionalismus

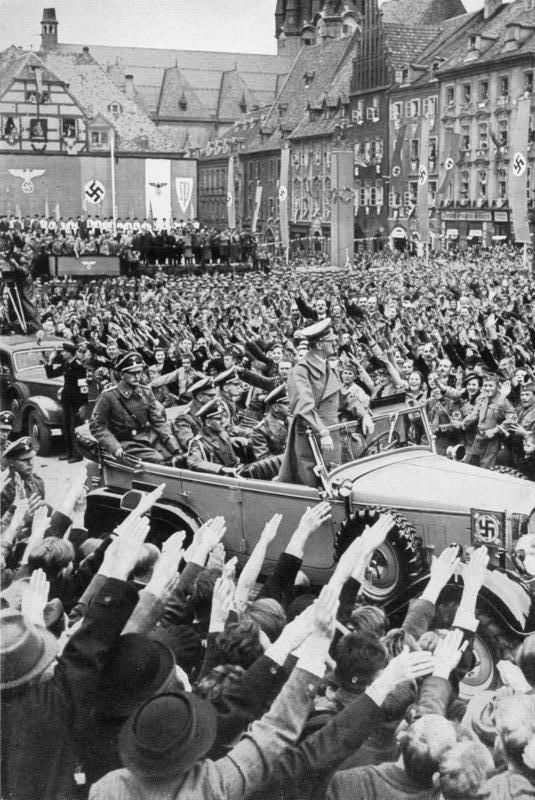
Sudetští Němci v Chebu vítají Adolfa Hitlera

Konzervativci nekladou takový důraz na principiální nacionalismus projevující se všeobecným sebeurčením, ale jde především o sociální soudržnost a veřejný pořádek ztělesněný v pocitech národního vlastenectví. Hlavním cílem konzervativního nacionalismu je zachování jednoty národa. Nacionalismus se tím stává jednou z forem tradicionalismu, což se projevuje neustálým ohlížením se do minulosti (např. v USA, neustálé zdůrazňování Otců poutníků a Války za nezávislost). Mezi představitele tohoto proudu patří Charles de Gaulle.

### Rozpínavý nacionalismus
Rozpínavý nacionalismus je pravým opakem zásadové míry sebeurčení národa (liberální nacionalismus) a projevuje se především agresivitou a militarismem. Je výrazně spojován s koloniální expanzí v Africe a evropským imperialismem. Ve Spojeném království se začalo používat nové slovo jingoism, hurávlastenectví, kterým se měla popsat tato nálada – lidový nacionalismus. Tradiční německý nacionalismus vykazoval znaky šovinismu, který se nejvýrazněji projevil v rasistických a antisemitských teoriích rozvíjených nacisty.

### Protikoloniální nacionalismus
Zážitek koloniální nadvlády pomáhal probouzet v lidu Asie a Afriky vědomí přináležitosti k národu a touhu po národním osvobození a vedl tak ke specifickému protikoloniálnímu nacionalismu. Až příliš velká impéria Británie, Francie, Nizozemska a Portugalska se pod tlakem sílícího nacionalismu nakonec zhroutila. Tento antikolonialismus výrazně ovlivnil podobu nacionalismu v rozvojovém světě. Většina vůdců antikoloniálních hnutí byla přitahována určitou podobou socialismu – počínaje mírumilovnými představami Gándhího a Néhrua a konče revolučním marxismem vyznávaným Mao Ce-tungem v Číně. Důsledkem toho v těchto zemích hnutí znárodnila ekonomické zdroje, cizí majetek a založila plánovaná hospodářství sovětského typu.

### Náboženský nacionalismus
Jedním ze směrů náboženského nacionalismu je křesťanský nacionalismus, který si klade za cíl propagovat křesťanské hodnoty a způsob života, aby bylo dosaženo dominantního postavení v politice a společnosti. Usiluje o zavedení exkluzivního postavení křesťanů při stanovování morálních a kulturních pravidel ve společnosti. V zemích se státním náboženstvím tato hnutí usilují o zavedení křesťanského státu. Mezi příznivce této ideologie patří i křesťanští fundamentalisté. Křesťanský nacionalismus byl typický pro Uhersko Miklóse Horthyho, Maďarsko Viktora Orbána, Rusko Vladimira Putina a část republikánských států Spojených států amerických, výrazně za Donalda Trumpa, ale i dříve.

## Nacionalismus v českých zemích
Přestože dnešní pojetí národu a nacionalismu se i v českých zemích vytvářelo až v novověku, lze některé rysy nalézt již od středověku, zejména ve vymezování se Čechů vůči Němcům. Za jeden z raných příkladů bývá považováno shromáždění českých velmožů proti německému nepříteli před bitvou u Chlumce roku 1126. Výrazněji je tato tendence patrná v postojích neznámého pisatele Dalimilovy kroniky z počátku 14. století. Národní rysy nabralo i období husitství, které se stalo ústředním motivem českých dějin v pojetí „Otce českého národa“, Františka Palackého. V následujícím období nad nacionalistickými tendencemi převládaly zájmy stavovské a konfesijní, nacionální charakter tak nemělo např. ani české stavovské povstání. V době pobělohorské došlo k centralizaci habsburské monarchie a s tím k poklesu významu českých elit a českého jazyka.
Zavádění a formování pojmu nacionalismus v Českých zemích můžeme sledovat v časech národního obrození. Tento trend s sebou nesl určité znaky, kterými se vyznačovala počáteční forma fenoménu nacionalismu jako takového. V letech národního obrození byla brána jednota národa jako etnografický společenský prvek – biologický základ národa. K tomuto pojmu také příslušela půda, jelikož s ní byly spojovány dějinné představy národa i osobní zážitky. Proto tedy měla vyšší než hmotnou hodnotu – byla vlastí. Další důležitou složkou byla pro obrozence také řeč. Díky ní byla zprostředkována jazyková jednota a jednota kulturní. Tento proces sloužil následně pro formování dalších generací, přičemž mateřská řeč a její znalost určovala stupeň vlastenectví. Státnost, v tomto případě budoucí česká státnost, jež je mnohdy nesprávně chápána jako projev nacionalismu, se v té době teprve formovala. Náboženské vlivy zasahovaly do vzniku nacionalismu v Českých zemích jen okrajově, jelikož neurčovaly jeho zaměření, ale spíše postulovaly tzv. nadpřirozené oprávnění národa.
Jako příklad nacionalistických postojů v Československu po první světové válce lze uvést Československou národní demokracii, výrazné studentské nacionalistické spolky, intelektuální revue Národní Myšlenka nebo hnutí Vlajka. Po okupaci Českých zemí v roce 1939 v době Protektorátu Čechy a Morava přešli představitelé Vlajky ke kolaborantství s okupační mocí, přičemž velká část bývalých členů z hnutí vystoupila.
Po roce 1989 se vyznačovala nacionalistickými tendencemi především Sdružení pro republiku – Republikánská strana Československa. Později i strany jako Dělnická strana sociální spravedlnosti, Úsvit – Národní koalice a Národní Demokracie. K vzestupu nacionalismu přispěla evropská migrační krize.

## Nacionalismus v arabském světě
Počátky arabského nacionalismu můžeme hledat na přelomu 19. a 20. století, kdy se začalo stejně jako v Evropě budovat jisté národní uvědomění, které bylo spojené s odmítavým postojem proti cizí nadvládě, a to především francouzské, britské a turecké. Arabský svět byl typický svými neprostupnými náboženskými a kmenovými strukturami, které byly z velké části ovlivňovaly proces nacionalizace v regionu. Islám tvořil základ politických idejí a prostupoval všemi vrstvami společnosti. Víra v boha byla provázaná s vírou v národ. Důležitým stmelovacím prvkem byl také jazyk.
Mezi první nositele nacionalismu řadíme Araby křesťanského vyznání, kteří byli ovlivněni západními myšlenkami a ideami. Ty ovšem nebyly schopni přenést do méně vývojově rozvinuté arabské společnosti, a tak se ne všechny podněty setkaly v arabském světě s úspěchem.
V roce 1958 prezident Násir vymezoval arabský nacionalismus takto: „Arabský nacionalismus, který prýští z vědomí každého arabského jednotlivce, arabský nacionalismus, který ztělesňuje principy bratrství a arabské solidarity, arabský nacionalismus, o němž jsme snili, ale který se zdál nemožný ... arabský nacionalismus je nesmrtelný, pokud arabský lid v něj věří a pracuje pro něj.“
Postupem čase se ukázalo, že náboženství, jazyk a národní pouto není dostačujícím prvkem, který by spojoval v jistých ohledech různorodou arabskou společnost.
Arabský nacionalismus, jak ho známe dnes, je především reakcí na situaci v 50. letech 20. století, kdy byla největší pozornost ze strany arabských vlád věnována politickým problémům.
Arabský nacionalismus také bývá některými autory a mysliteli spojován s muslimským fundamentalismem.

## Nacionalismus v Německu
Kořeny moderního německého nacionalismu sahají až do doby Napoleonských válek na přelomu 18. a 19. století, tedy do tehdejší Svaté říše římské národa německého. Právě v té době došlo ke genezi německého nacionalismu v důsledku reakce na Napoleonovu agresivní politiku. Došlo k dalekosáhlým politickým a společenským změnám, které u některých Němců vedly ke krizi identity a zároveň formovaly pohled na nového společného nepřítele, což jsou dva aspekty považující se za důležité podmínky zrodu nacionalismu. Ve druhé polovině 19. století došlo k expanzivnímu růstu německého nacionalismu a stal se silou, která chtěla nastolit v Evropě a ve světě německou hegemonii. V první polovině 20. století nakonec vyústil v nacismus.